# Kinh dị Hàn Quốc
Phim kinh dị Hàn Quốc (tiếng Anh: Korean horror, viết tắt: K-horror) xuất hiện từ những năm đầu lịch sử của nền điện ảnh bán đảo Triều Tiên, tuy nhiên phải đến giai đoạn cuối thập niên 1990 thì dòng phim này mới bắt đầu phục hưng và đổi mới. Dòng phim kinh dị Hàn Quốc có nhiều nét đặc trưng giống với thể loại kinh dị Nhật Bản về mô-típ, bối cảnh và hình tượng.
Các bộ phim kinh dị Hàn Quốc thời hiện đại có những đặc thù dễ nhận ra như: đạo diễn hợp thời trang, bối cảnh về bình luận xã hội và pha trộn các thể loại.